# Jean Gebser

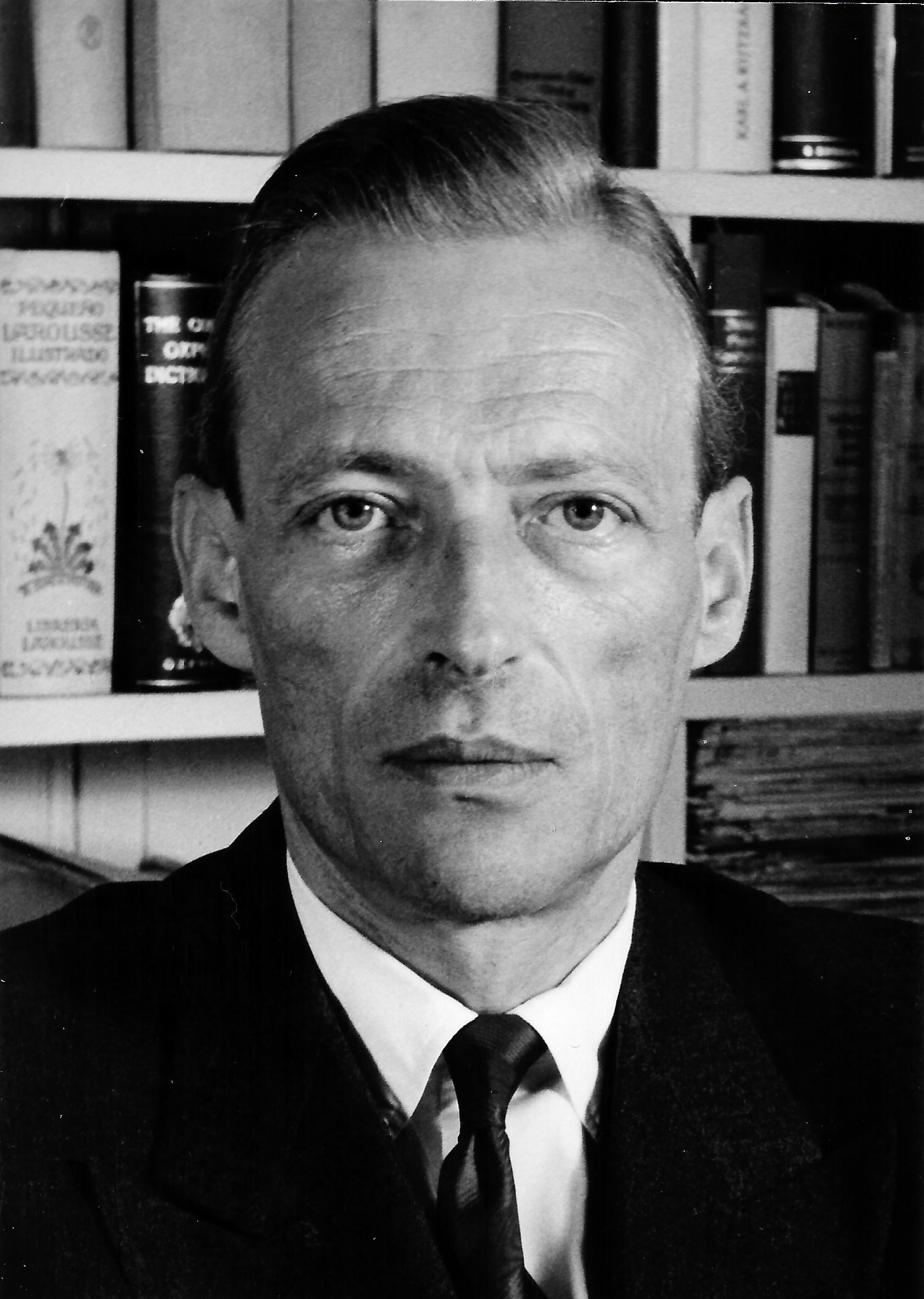
Jean Gebser (1957)

Jean Gebser (* 20. August 1905 in Posen als Hans Karl Rudolf Hermann Gebser; † 14. Mai 1973 in Bern) war ein deutsch-schweizerischer Philosoph, Schriftsteller und Übersetzer. Er gilt als einer der ersten kulturwissenschaftlich orientierten Bewusstseinsforscher, die ein Strukturmodell der Bewusstseinsgeschichte des Menschen etabliert haben.

## Leben
Sein Vater war der Jurist und königlich preußischer Konsistorialrat Friedrich Wilhelm Gebser und seine Mutter war Margarete Charlotte Gebser, geborene Grundmann. Darüber hinaus war er ein Cousin des Kanzlers Theobald von Bethmann Hollweg aus der Zeit des Ersten Weltkriegs. Gebser besuchte als Kind eine Privatschule in Breslau, ein Humanistisches Gymnasium in Königsberg und die Klosterschule Roßleben.
Nach einer Banklehre absolvierte er eine Ausbildung als Buchhändler in Berlin. Dort schrieb er sich 1924/1925 auch für wenige Semester als Werkstudent an der Humboldt-Universität Berlin ein. Er besuchte unter anderem Vorlesungen bei Werner Sombart und bei Romano Guardini.
Nach einem Aufenthalt von 1928 bis 1930 in Florenz verließ er 1931 München und lebte bis 1936 in Spanien, wo er mit Federico García Lorca und anderen spanischen Dichtern befreundet war. 1936 erschienen seine Übertragungen spanischer Gedichte ins Deutsche unter dem Titel Neue spanische Dichtung im Verlag Rabenpresse von Victor Otto Stomps. Im selben Jahr begann er (zunächst auf Spanisch) mit der Ausarbeitung der Schrift Rilke und Spanien, die erst 1940 auf Deutsch erschien.
Ab 1937 lebte er in Paris und lernte dort die französischen Dichter Eluard, Aragon und Malraux sowie den Maler Picasso kennen. Im August 1939 verließ Gebser Frankreich und ließ sich in der Schweiz nieder, die ihm zur Wahlheimat wurde und 1951 das Bürgerrecht erteilte. 1943 erschien sein „Abriss der Ergebnisse moderner Forschung“ unter dem Titel Abendländische Wandlung, dann Der grammatische Spiegel (1944) und Lorca oder das Reich der Mütter (1949). 1946 wurde er Dozent am Psychologischen Seminar des Instituts für Angewandte Psychologie in Zürich.

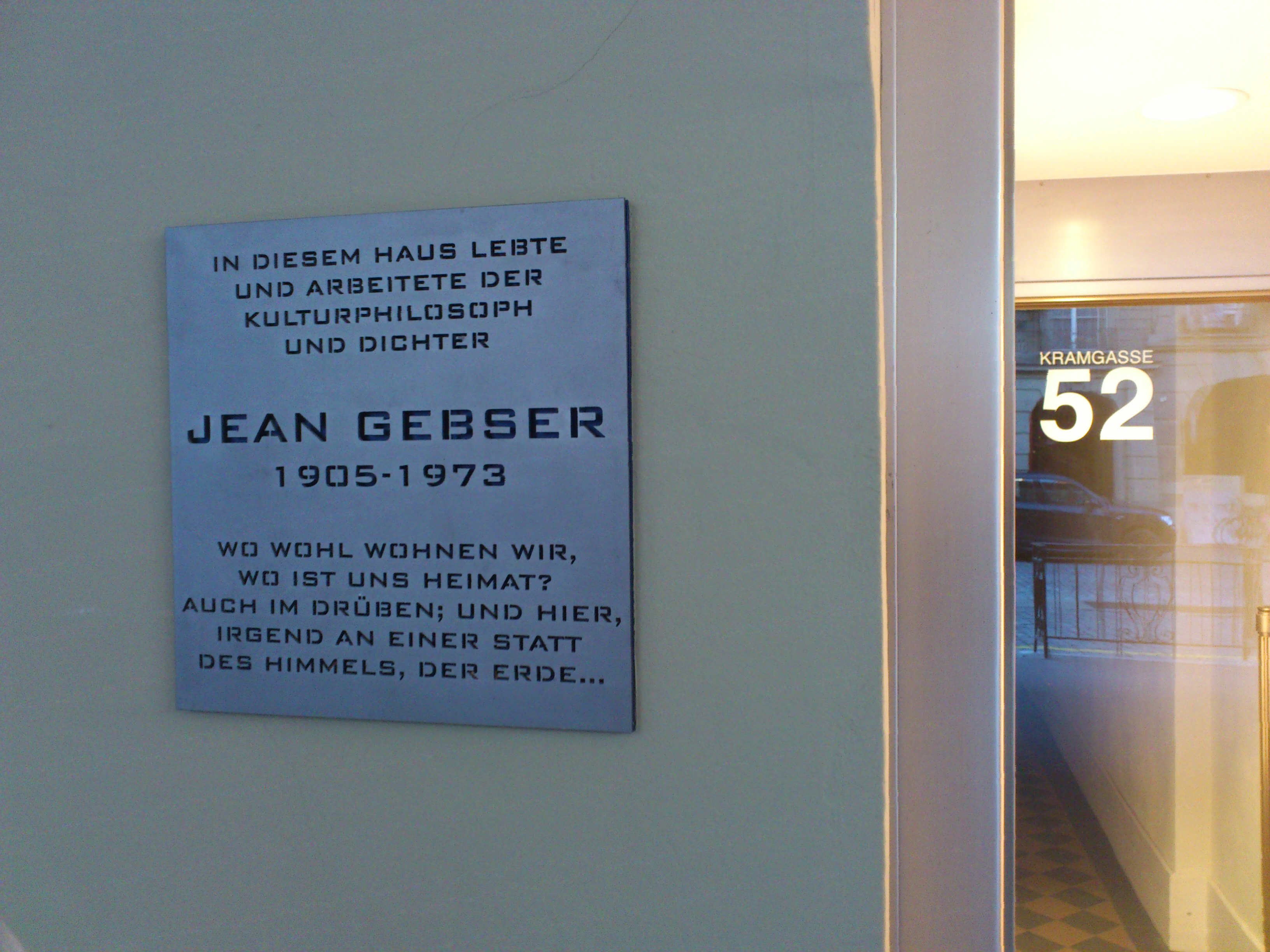
Gedenktafel an der Kramgasse 52 in Bern

Im Winter 1947 hatte er mit der Ausarbeitung seines Hauptwerks Ursprung und Gegenwart begonnen. 1949 wurde der erste Band beendet und veröffentlicht. Von 1950 bis 1952 arbeitete er am zweiten Band, der 1953 erschien. Auf zahlreichen Kongressen und Vortragsreihen, die meist in Buchform erschienen sind, sprach er mit anerkannten Wissenschaftlern und Denkern über den Anbruch eines „aperspektivischen“ Zeitalters, wie er ihn in Ursprung und Gegenwart aufzuzeigen versuchte, und über die neue, „aperspektivische“ Weltsicht. Zu seinen Freunden zählten Carl Gustav Jung, Adolf Portmann, Karl Kerényi und der Maler Siegward Sprotte. Sein engster Freund war der Historiker Jean Rodolphe von Salis.

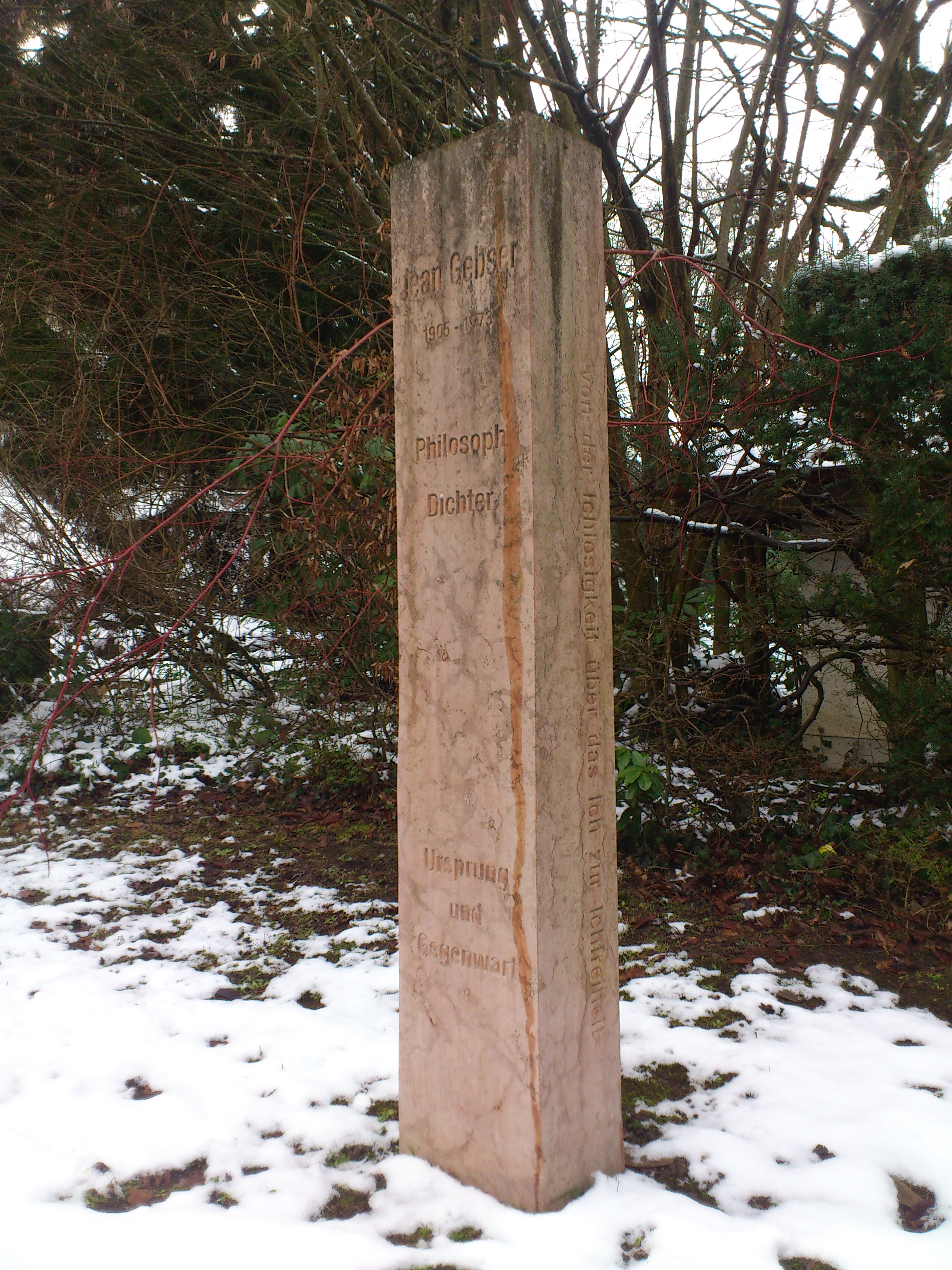
Gedenk-Stele in Wabern

1961 unternahm er eine Asienreise, die Niederschlag in dem Buch Asien lächelt anders fand (erschienen 1968). 1967 wurde er Honorar-Professor für Vergleichende Kulturlehre an der Universität Salzburg. Sein letztes Werk, Verfall und Teilhabe (erschienen 1974) schloss er kurz vor seinem Tod ab.
Jean Gebser starb am 14. Mai 1973 in seiner Wohnung in Bern. Bestattet wurde er auf dem Friedhof neben der reformierten Kirche von Wabern, in der Gemeinde Köniz. Sein Nachlass befindet sich im Schweizerischen Literaturarchiv.

### Gebsers Bewusstseinsgeschichte
Gebser wird heute meist assoziiert mit der Bewusstseinsgeschichte, welcher der erste Band von Ursprung und Gegenwart (mit dem Titel Die Fundamente der aperspektivischen Welt. Beitrag zu einer Geschichte der Bewusstwerdung) gewidmet ist.
Gebsers Methode ist die kulturphänomenologische Betrachtung der Relikte vergangener Zeiten (Bilder, Statuen, Schriftstücke) und die Untersuchung der Worte und ihrer Wurzeln (Etymologie). Er ist der Meinung, dass sich vier Bewusstseinsstrukturen nachweisen lassen, die den heutigen europäischen Menschen konstituieren und die in seiner Kulturgeschichte aufeinanderfolgend in Erscheinung traten. Er nennt diese Bewusstseinsstrukturen die archaische, die magische, die mythische und die mentale. In unserer Zeit ereignet sich seiner Meinung nach der „Durchbruch einer neuen, integralen Bewusstseinsstufe, deren Grundthema die Überwindung (Entprojizierung) des nur mentalen (linearen) Verhaftetseins an Raum und Zeit durch die Konkretion der Zeit (als zeitfrei erfahrbare Qualität ganzheitlich realisierter Gegenwart) ist“.
Die Bewusstseinsstrukturen werden gelegentlich als „Bewusstseinsphasen“ bezeichnet. Dies kann den Eindruck erwecken, als seien die Bewusstseinsstrukturen aufeinander gefolgt, indem eine Struktur die andere ablöste. Doch jede Struktur bleibt wirksam, auch nachdem eine neue Struktur aus ihr „herausmutiert“ ist. Deshalb spricht Gebser von Bewusstseinsstrukturen, und nicht von „Phasen“. Auch den räumlichen Ausdruck „Bewusstseinsebenen“ meidet er, denn die Bewusstseinsstrukturen sind „nicht bloße Raumgefüge“, sondern können „vor allem auch Gefüge raumzeitlicher, ja selbst raumzeitfreier Art“ sein.
Ferner ist Gebser der Meinung, dass das Bewusstsein sich nicht kontinuierlich „entwickelt“ hat, sondern dass sprunghafte, diskontinuierliche Wandlungen der Strukturen geschahen: sobald eine Struktur „defizient“ wird, sobald sie also erschöpft ist und sich destruktiv auszuwirken beginnt, gelangt eine andere Bewusstseinstruktur zum Durchbruch, die keine kontinuierliche Weiterführung der alten Bewusstseinsstruktur, sondern etwas vollkommen Neues ist. Den sprunghaften, diskontinuierlichen Charakter der Bewusstseinswandlung bringt Gebser zum Ausdruck, indem er von „Bewusstseinsmutationen“ spricht.
Denker wie Hegel, Comte und Herbert Spencer glaubten in der menschlichen Bewusstseinsgeschichte eine fortschreitende Höherentwicklung zu erkennen, in deren Verlauf frühere Bewusstseinsformen als „Irrtümer“ erkannt und von neuen, „besseren“ Bewusstseinsformen abgelöst werden. Gebser dagegen meint, keine neue Struktur sei „besser“ als die alte, aus der sie herausmutiert. Jede Bewusstwerdung sei zugleich Gewinn und Verlust. Sie sei ein Verlust, insofern sie den Menschen aus dem Ganzen herauslöst. Sie sei jedoch ein Gewinn, insofern sie die Chance zur wachsenden Distanzierung von Raum und Zeit und damit zur Überwindung des Raumes und der Zeit, zur Gewinnung der Raum-Zeit-Freiheit birgt, womit wieder der Grundgedanke Gebsers berührt ist.

### Auszeichnungen
- 1956: Anteil am Schiller-Preis, Bonn
- 1962: Andreas-Gryphius-Preis der Künstlergilde Esslingen
- 1964: Kogge-Literaturpreis der Stadt Minden
- 1965: Literaturpreis der Stadt Bern

Quelle:

### Primärtexte
- Jean-Gebser-Reihe (JGR) herausgegeben und mit Beiträgen von Rudolf Hämmerli und Elmar Schübl im Chronos-Verlag Zürich:
  - Ursprung und Gegenwart, 2 Bände, 2015. ISBN 978-3-0340-1301-7
  - Lass mir diese, meine Stimme, 2016. ISBN 978-3-0340-1347-5
  - Vom spielenden Gelingen, Vorträge, Essays und Schriften, 2018. ISBN 978-3-0340-1467-0
  - Ein Mensch zu sein, Autobiografische Texte, Notizen und Gedichte, 2020. ISBN 978-3-0340-1593-6
  - Eine Freundschaft. Der Briefwechsel mit Jean-Rudolf von Salis, Essays und Vorlesungen, 2022.  ISBN 978-3-0340-1687-2
- Gesamtausgabe In 8 Bänden (+ Registerband). Hrsg. von Rudolf Hämmerli. Novalis, Schaffhausen 1975–1981. Neuausgabe 1986, 2. Auflage 1999, 3. Auflage 2011.
- Ursprung und Gegenwart. DVA, Stuttgart 1949–1953, 2. Auflage 1966. Dtv, München 1973, 2. Auflage 1986, ISBN 3-423-05921-4. Chronos-Verlag, Zürich 2015, ISBN 978-3-0340-1301-7.
- The Ever-Present Origin. Authorized translation by Noel K. Barstadt with Algis Mickunas. Athens/Ohio, London: University Press 1985. (Amerikanische Übersetzung von „Ursprung und Gegenwart“. 2. Auflage 1991)
- Origen y presente. Traducción José Rafael Hernández Arias. Vilaür: Ediciones Atalanta 2011. (Spanische Übersetzung von „Ursprung und Gegenwart“.)
- Jean Gebser: The Trend Towards Integration in Modern Science and its Counterpart in the Ancient Wisdom of the East. Foreword to P. J. Saher: Eastern Wisdom and Western Thought. A Comparative Study in the Modern Philosophy of Religion. London, George Allen and Unwin Ltd. 1969. (Nicht in Gesamtausgabe enthalten, aber im Internet abrufbar)
- Hämmerli, Rudolf (Herausgeber): Jean Gebser: Einbruch der Zeit, Novalis, Schaffhausen 1995, ISBN 3-7214-0662-1 (Text-Sammlung mit Ausschnitten aus Gebsers Werken)
- Anxiety, a condition of modern man, Heiri Steiner with Jean Gebser.  New York: Dell 1962.

### Festschriften und Sammelbände mit Beiträgen zu Gebser
- Transparente Welt. Festschrift zum sechzigsten Geburtstag von Jean Gebser. Hrsg. von Günter Schulz. Bern, Stuttgart: Huber 1965.
- Wege zum integralen Bewusstsein. Eine Festgabe für Jean Gebser zum 20. August 1965. Bremen 1965.
- Die Neue Weltschau. Internationale Aussprache über den Anbruch eines neuen aperspektivischen Zeitalters veranstaltet von der Handels-Hochschule St. Gallen. Zwei Bände. Stuttgart: DVA 1952 / 53.
- Die Welt in neuer Sicht. München-Planegg: O. W. Barth 1957.
- Wege zur neuen Wirklichkeit. Bern: Hallwag 1960.
- Ursprung und Gegenwart des integralen Bewußtseins. Hrsg. von Herbert Kessler. Mannheim 1976.
- Beiträge zur integralen Weltsicht. Hrsg. im Novalis Verlag Schaffhausen.
- Heike Koall: Jean Gebser. In: Biographisch-Bibliographisches Kirchenlexikon (BBKL). Band 21, Bautz, Nordhausen 2003, ISBN 3-88309-110-3, Sp. 458–466 (Artikel/Artikelanfang im Internet-Archive).

### Sekundärliteratur zu Jean Gebser
- Assing-Grosch, Ursula: Das schwierige Kind: Jean Gebsers Bewusstseinsphänomenologie in der kinder- und jugendpsychiatrischen Praxis. Centaurus Verlagsges., Pfaffenweiler 1993
- Feuerstein, Georg: Structures of Consciousness: The Genius of Jean Gebser: An Introduction and Critique. Integral Publ., Lower Lake 1987
- Feuerstein, Georg: Jean Gebser: What Color Is Your Consciousness? Robert Briggs Ass., San Francisco 1989
- Fitzner, Inga: Integrales Bewusstsein – eine Spurensuche Lit Verlag, Münster 2012, ISBN 978-3-643-11696-3
- Friedrich, Heinz: Neue Horizonte. Begegnung mit der Gedankenwelt von Jean Gebser. Europa-Vg., Zürich 1967
- Hellbusch, Kai: Das integrale Bewußtsein. Jean Gebsers Konzeption der Bewußtseinsentfaltung als prima philosophia unserer Zeit. Tenea, Berlin 2003, ISBN 978-3-936582-58-1
- Illies, Joachim: Adolf Portmann, Jean Gebser, Johann Jakob Bachofen: Drei Kulturforscher, drei Bilder vom Menschen. Edition Interfrom, Zürich 1975 (Texte, Thesen 67)
- Kramer, Eric Mark (Ed.): Consciousness and Culture: An Introduction to the Thought of Jean Gebser. Greenwood Press, Westport & London 1992 (Contributions in Sociology 101) ISBN 0-313-27860-1
- Leopold, Heinrich: Globalisierung und integrales Bewusstsein. Der Beitrag Jean Gebsers zu einer neuen Weltsicht. Novalis, Schaffhausen 2008.
- Mastnak, Wolfgang: Popper, Gebser und die Musikpädagogik. Integrale Strukturen musikalischer Erziehung. Schriften der Hochschule „Mozarteum“, München u. Salzburg 1990
- Meidinger-Geise, Inge: Jean Gebser – ein Denker unserer Zeit. Dortmund 1965 (Dortmunder Vorträge, Heft 67)
- Schübl, Elmar: Jean Gebser (1905-1973). Ein Sucher und Forscher in den Grenz- und Übergangsgebieten des menschlichen Wissens und Philosophierens. Chronos, Zürich 2003, ISBN 3-0340-0590-3
- Schübl, Elmar: Jean Gebser und die Frage der Astrologie. Eine philosophisch-anthropologische Studie auf der Grundlage der astrologischen Auffassung von Thomas Ring. Novalis, Schaffhausen 2003, ISBN 3-907160-27-4
- Schwarz, Wolfgang: Hoffnung im Nichts. Radhakrishnan, Gebser und der westöstliche Geist. Müller, Krailling bei München 1961
- Wehr, Gerhard: Jean Gebser. Individuelle Transformation vor dem Horizont eines neuen Bewußtseins. Via Nova, Petersberg 1996, ISBN 3-928632-26-4
- Zollinger, Christoph: Die Debatte läuft – Ganzheitliche Thesen für Gesellschaft, Wirtschaft und Politik, Die unerhörte Aktualität der integralen Vision Jean Gebsers. Via Nova, Petersberg 2005, ISBN 3-86616-006-2

### Weiterführende und ergänzende Sekundärliteratur
- Atmanspacher, Harald: Die Vernunft der Metis, Metzler Verlag, Stuttgart 1993: ISBN 3-476-00884-3
- Sri Aurobindo: The Life Divine. 2 Bde. Pondicherry 2005 (Aurobindos wichtigstes Werk; Gebser las es nach der Vollendung seines Hauptwerks und war von den Übereinstimmungen beeindruckt.)
- Brunner-Traut, Emma: Frühformen des Erkennens am Beispiel Ägyptens. Wissenschaftliche Buchgesellschaft, Darmstadt 1990 (Ein Beitrag zur „unperspektivischen“ Welt der magisch-mythischen Bewusstseinsstrukturen. Die Autorin bezieht sich auch auf Gebser.)
- Gendolla, Peter: Zeit. Zur Geschichte der Zeiterfahrung. Vom Mythos zur „Punktzeit“. DuMont, Köln 1992 (Eine „Geschichte der Zeiterfahrung“, die nicht nur mit Gebsers Ausführungen kongruiert, sondern auch einige sehr wichtige und interessante Ergänzungen dazu liefert. Mit Auswahlbibliographie zum Thema „Zeit“.)
- Gloy, Karen: Zeit. Eine Morphologie. Alber, Freiburg 2006 (Die Autorin verwertet in dieser „Morphologie“ u. a. auch Gebsers Hauptwerk „Ursprung und Gegenwart“. Mit umfangreicher Bibliographie zum Thema „Zeit“.)
- Guardini, Romano: Das Ende der Neuzeit. Ein Versuch zur Orientierung. Hess, Basel 1950 (Gebser dazu: Guardini „führt mit aller nur wünschenswerten Deutlichkeit den Nachweis dafür, daß das mental-rationale Zeitalter, dessen letzte Blüte die sogenannte ‚Neuzeit’ gewesen ist, ein für allemal und endgültig erschöpft ist und wir vor einer grundlegenden Neuorientierung stehen.“ V/I, 202)
- Jaynes, Julian: Der Ursprung des Bewußtseins durch den Zusammenbruch der bikameralen Psyche. Rowohlt, Reinbek 1986, TB-Ausg. mit verkürztem Titel 1993 (Sachbuch 9529)
- Neumann, Erich: Ursprungsgeschichte des Bewusstseins. (Beruhend auf der Tiefenpsychologie C.G. Jungs, der ein Vorwort dazu verfasste, versucht das Buch „archetypische Stadien der Bewusstseinsentwicklung“ herauszuarbeiten.)
- Reinhardt, Christian: Das polare Paradox. Vom Ende der Philosophie und dem Übergang zu einer anderen Geschichte. Novalis, Schaffhausen 2004 (Das Buch ermöglicht eine philosophiegeschichtliche Einordnung Gebsers vor dem Hintergrund der von Nietzsche, Wittgenstein und Heidegger eingeläuteten „Selbstüberwindung der Philosophie“ und vor dem Hintergrund östlicher Philosophien wie dem Zen-Buddhismus. Gebsers Werk ist eine der wichtigsten Quellen dieses Buches.)
- Teilhard de Chardin, Pierre: Der Mensch im Kosmos. Beck, München 1959 (Auch Teilhard de Chardins Konzeption betrachtete Gebser als der eigenen verwandt.)
- Tiedemann, Paul: Über den Sinn des Lebens. Die perspektivische Lebensform. Wissenschaftliche Buchgesellschaft, Darmstadt 1993 (Kann zur näheren Beschäftigung mit der mentalen Struktur herangezogen werden, obwohl der Autor Gebser nicht zu kennen scheint.)
- Wilber, Ken: Sex, Ecology, Spirituality. The spirit of evolution. Shambala, Boston & London 1995 (Der US-amerikanische Philosoph Wilber verwertet Gebsers Bewusstseinsgeschichte innerhalb einer umfassenden evolutiven Weltsicht.)